# Swen Vincke
Swen Johan Vincke ( /ˈsvɛn_ˈvɪnkə/; nacido el 30 de mayo de 1972) es un diseñador, programador y director de videojuegos belga. Es el fundador y director ejecutivo de la empresa de videojuegos Larian Studios, donde ha liderado el desarrollo de la serie Divinity y Baldur's Gate 3.

## Primeros años
Vincke nació el 30 de mayo de 1972 en Brujas, Bélgica. Creció en De Panne, donde sus padres, Robert Vincke y Josiane Goderis, regentaban un restaurante. También tiene una hermana mayor. Vincke desarrolló un interés por la programación, los videojuegos y los juegos de ordenador, así como por el baloncesto desde muy joven. Precisamente, estaba fascinado por Dungeons & Dragons y los videojuegos de rol, como la serie Ultima, y esto se convirtió en inspiración para sus propios juegos en el futuro. Vincke creó su primer juego, un simulador de caza, para su padre cuando aún estaba en la escuela. Asistió a la Universidad de Gante y se graduó en Ciencias de la Computación. Originalmente estaba interesado en hacer reconocimiento de voz, pero decidió dedicarse a hacer videojuegos cuando vio lo mucho que se divertía la gente con sus proyectos.

## Carrera
Vincke fundó Larian Studios en 1996. Como CEO y director creativo, desempeña un papel central en la empresa y el desarrollo de los juegos. Fue el líder del proyecto y programador principal del primer juego publicado de Larian, The LED Wars (1997), seguido de las dos primeras entregas de la serie Divinity, el galardonado Divine Divinity (2002) y su secuela Beyond Divinity (2004).
Vincke fue responsable del diseño de KetnetKick (2004), un videojuego educativo desarrollado para el canal infantil flamenco Ketnet. Posteriormente, este juego vio implementaciones con licencia en varios otros canales infantiles, como el canal británico CBBC (titulado Adventure Rock), el canal francés Jeunesse TV (titulado GulliLand) y el canal noruego NRK (titulado Superia). Posteriormente lideró la creación de una serie de nuevos juegos educativos llamados Monkey Labs (2009) y Monkey Tales (2011).
Vincke se desempeñó como director, diseñador de juegos y colaborador de guiones en Divinity II, lanzado por primera vez en 2009, y la versión final lanzada en 2012. En esa época también  tomó la decisión de hacer de Larian una empresa que autoeditaba si títulos. Luego supervisó la producción del spin-off Divinity: Dragon Commander, lanzado en 2013. Al mismo tiempo, Vincke trabajó en la cuarta entrega de la serie principal de Divinity, titulada Divinity: Original Sin, que se lanzó en 2014. El juego se convirtió en un éxito comercial y de crítica. Posteriormente dirigió su secuela Divinity: Original Sin II, estrenada en 2017, que fue aclamada como uno de los mejores juegos de rol de todos los tiempos.
Tras esto, Vincke lideró el desarrollo de Baldur's Gate 3 como su director creativo. El juego se lanzó en agosto de 2023 con gran éxito universal y ganó varios premios al Juego del año.
En 2020, Vincke se convirtió en el primer ganador del Premio Belga a la Trayectoria por su carrera e influencia en la industria de los juegos belga. En 2023, Variety lo incluyó en el índice de los 500 líderes empresariales más influyentes que dan forma a la industria mundial de los medios.

## Vida personal
Vincke vive en Gante con su esposa y sus cuatro hijos. Además de su holandés nativo, habla francés e inglés con fluidez.

## Obras
| Año  | Título                           | Rol(es)                                                                          |
| ---- | -------------------------------- | -------------------------------------------------------------------------------- |
| 1997 | The L.E.D. Wars                  | Líder de proyecto, programación, producción de video, voces, edición de niveles. |
| 2002 | Divine Divinity                  | Líder de proyecto, programador líder, programación de motores.                   |
| 2004 | Beyond Divinity                  | Líder de proyecto, programador líder                                             |
| 2004 | KetnetKick                       | Game lead                                                                        |
| 2009 | Divinity II: Ego Draconis        | Director, diseño de juegos, programación adicional, contribuciones de guiones.   |
| 2010 | Divinity II: Flames of Vengeance | Director, diseño de juegos, programación adicional, contribuciones de guiones.   |
| 2013 | Divinity: Dragon Commander       | Director, diseño de juegos, contribuciones de guión.                             |
| 2014 | Divinity: Original Sin           | Director, diseño de juegos, historia.                                            |
| 2017 | Divinity: Original Sin II        | Director                                                                         |
| 2023 | Baldur's Gate III                | Director                                                                         |